# JWH-147
JWH-147，化学名N-正己基-5-苯基-3-(1-萘甲酰基)吡咯，分子式C
27H
27NO，属于萘甲酰基吡咯类JWH系列大麻素，是大麻素受体CB1和CB2的激动剂。它可通过LC-MS法检测，其前体离子的m/z为382，产物离子的m/z为127。